# Claudio Mezzadri
Claudio Mezzadri (ur. 10 czerwca 1965 w Locarno) – szwajcarski tenisista, reprezentant kraju w Pucharze Davisa.

## Kariera tenisowa
Zawodowym tenisistą był w latach 1983–1993.
W grze pojedynczej wygrał jeden turniej o randze ATP World Tour i osiągnął jeden finał. W grze podwójnej zwyciężył w czterech imprezach ATP World Tour oraz uczestniczył w pięciu finałach.
W latach 1987–1991 reprezentował Szwajcarię w Pucharze Davisa wygrywając łącznie czternaście meczów z dwudziestu rozegranych.
W rankingu gry pojedynczej najwyżej był na 26. miejscu (2 listopada 1987), a w klasyfikacji gry podwójnej na 23. pozycji (22 lutego 1988).

### Finały w turniejach ATP World Tour
| Legenda                                      |
| -------------------------------------------- |
| Wielki Szlem                                 |
| Igrzyska olimpijskie                         |
| Tennis Masters Cup / ATP Finals              |
| ATP Masters Series / ATP Tour Masters 1000   |
| ATP International Series Gold / ATP Tour 500 |
| ATP International Series / ATP Tour 250      |

#### Gra pojedyncza (1–1)
| Końcowy wynik | Nr | Data             | Turniej   | Nawierzchnia | Przeciwnik         | Wynik finału |
| ------------- | -- | ---------------- | --------- | ------------ | ------------------ | ------------ |
| Zwycięzca     | 1. | 20 września 1987 | Genewa    | Ceglana      | Tomáš Šmíd         | 6:4, 7:5     |
| Finalista     | 1. | 10 maja 1992     | Charlotte | Ceglana      | MaliVai Washington | 3:6, 3:6     |

#### Gra podwójna (4–5)
| Końcowy wynik | Nr | Data                | Turniej    | Nawierzchnia    | Partner         | Przeciwnicy                 | Wynik finału  |
| ------------- | -- | ------------------- | ---------- | --------------- | --------------- | --------------------------- | ------------- |
| Finalista     | 1. | 5 października 1986 | Palermo    | Ceglana         | Gianni Ocleppo  | Paolo Canè Simone Colombo   | 5:7, 3:6      |
| Zwycięzca     | 1. | 29 marca 1987       | Nancy      | Dywanowa (hala) | Ramesh Krishnan | Grant Connell Larry Scott   | 6:4, 6:4      |
| Finalista     | 2. | 19 kwietnia 1987    | Nicea      | Ceglana         | Gianni Ocleppo  | Sergio Casal Emilio Sánchez | 4:6, 3:6      |
| Finalista     | 3. | 3 maja 1987         | Hamburg    | Ceglana         | Jim Pugh        | Miloslav Mečíř Tomáš Šmíd   | 6:4, 6:7, 2:6 |
| Zwycięzca     | 2. | 8 listopada 1987    | Paryż      | Dywanowa (hala) | Jakob Hlasek    | Scott Davis David Pate      | 7:6, 6:2      |
| Finalista     | 4. | 18 września 1988    | Barcelona  | Ceglana         | Diego Pérez     | Sergio Casal Emilio Sánchez | 4:6, 3:6      |
| Zwycięzca     | 3. | 25 czerwca 1989     | Bari       | Ceglana         | Simone Colombo  | Sergio Casal Javier Sánchez | 0:6, 6:3, 6:3 |
| Zwycięzca     | 4. | 27 sierpnia 1989    | San Marino | Ceglana         | Simone Colombo  | Pablo Albano Gustavo Luza   | 6:4, 6:1      |
| Finalista     | 5. | 8 października 1989 | Bazylea    | Twarda (hala)   | Omar Camporese  | Udo Riglewski Michael Stich | 3:6, 6:4, 0:6 |